# Horst Lässing
Horst Lässing (* 28. Februar 1937 in Stuttgart) ist ein deutscher Verwaltungsjurist und Politiker (CDU). Er war von 1973 bis 2002 Landrat des Rems-Murr-Kreises.

## Leben
Lässing verbrachte mehrere Jahre seiner Kindheit in Mexiko, Spanien und Brasilien. Nach dem Schulbesuch studierte er von 1957 bis 1962 Rechtswissenschaft und Philosophie an den Universitäten in Tübingen, Bonn, Köln und München. 1957 wurde er Mitglied der Studentenverbindung Landmannschaft Ghibellinia Tübingen. 1962 legte er das Erste, 1966 das Zweite juristische Staatsexamen ab. Im Anschluss war er als Pressereferent und persönlicher Referent für Bundesforschungsminister Gerhard Stoltenberg tätig. Weiterhin war er als wissenschaftlicher Mitarbeiter der CDU-Bundestagsfraktion tätig. Als Stoltenberg 1971 zum Ministerpräsidenten von Schleswig-Holstein gewählt wurde, siedelte auch Lässing nach Kiel um.
1973 wurde Lässing zum Landrat des Rems-Murr-Kreises gewählt. Der Kreis war zuvor im Zuge der Verwaltungsreform in Baden-Württemberg aus Teilen des Altkreises Backnang und dem Altkreis Waiblingen neu gebildet worden. Nach 29-jähriger Dienstzeit trat er 2002 in den Ruhestand ein. Als Pensionär widmete sich Lässing der Malerei und besuchte Kurse bei dem Kunstmaler Albert Schöller auf La Gomera.
Lässing war Vorstandsvorsitzender der Kreissparkasse Waiblingen und Mitglied im Vorstand des Sparkassen- und Giroverbandes Württemberg. Des Weiteren war er Mitglied der Gewährträgerversammlung der Landesbank Baden-Württemberg, Mitglied im Beirat der KAWAG sowie Vorsitzender des Roten Kreuzes, Kreisverband Rems-Murr.
Er ist seit 1985 Träger des Bundesverdienstkreuzes am Bande und des Rio-Branco-Ordens (Offizierkreuz).

## Schriften
- (Hrsg.) Der Rems-Murr-Kreis. Theiss, Stuttgart 1980, ISBN 3-8062-0243-5.
- Kleine Geschichten von Rems und Murr. Engelhorn, Stuttgart 1990, ISBN 3-87203-077-9.
- mit Gerhard Fritz: Unser Rems-Murr-Kreis. Theiss, Stuttgart 1993, ISBN 3-8062-1033-0.